# La Fée (film)
Pour les articles homonymes, voir La Fée (homonymie).
Pour plus de détails, voir Fiche technique et Distribution.
La Fée est un film franco-belge réalisé par Dominique Abel, Fiona Gordon et Bruno Romy, sorti le 14 septembre 2011.

## Synopsis
Dom est veilleur de nuit dans un petit hôtel du Havre. Un soir, une femme arrive à l’accueil, sans valise, pieds nus. Elle s’appelle Fiona. Elle dit à Dom qu’elle est une fée et lui accorde trois souhaits. Le lendemain, deux vœux sont réalisés et Fiona a disparu. Mais Dom est tombé amoureux de la Fée Fiona et veut la retrouver.

## Fiche technique
- Titre original : La Fée
- Réalisation : Dominique Abel, Fiona Gordon, Bruno Romy
- Scénario : Dominique Abel, Fiona Gordon, Bruno Romy
- Direction artistique :
- Décors : Nicolas Girault
- Costumes : Claire Dubien
- Photographie : Claire Childéric, Jean-Christophe Leforestier
- Son : Fred Meert
- Montage : Sandrine Deegen
- Musique :
- Lyrics :
- Direction musicale :
- Chorégraphie : Abel et Gordon
- Production :  Elise Bisson
- Société(s) de production : MK2, Courage mon amour, en association avec la SOFICA Cinémage 5
- Société(s) de distribution :  MK2 (en France)
- Budget :
- Pays d’origine :  France,  Belgique
- Langue : français
- Format : couleur
- Genre : Comédie et fantastique
- Durée : 94 minutes
- Dates de sortie :
  -  France : 12 mai 2011 (Quinzaine des réalisateurs)
  -  France : 14 septembre 2011 (sortie nationale)
  -  Belgique : 21 septembre 2011 (sortie nationale)

## Distribution
- Dominique Abel : Dom
- Fiona Gordon : Fiona, la fée
- Bruno Romy : Le patron de l'Amour Flou (serveur aveugle)
- Philippe Martz : Le client britannique
- Vladimir Zongo : Le premier clandestin
- Destiné M'Bikula Mayemba : Le deuxième clandestin
- Willson Goma : Le troisième clandestin
- Didier Armbruster : L'homme volant
- Anaïs Lemarchand : La chanteuse
- Lenny Martz : Jimmy
- Emilie Horcholle : La vendeuse de chaussures
- Sandrine Morin : L'infirmière
- Christophe 'René' Philippe : Bart
- Alexandre Xenakis : Dave
- Ophélie Anfry : La policière
- Olivier Parenty : Le policier
- Thérèse Fichet : La patronne de l'hôtel
- Christelle Thibon : La femme de ménage
- Dominique Gallay : L'ouvrier
- Sarah Bensoussan : La femme en rouge
- Abdou Sagna : Vigile Printemps 1
- Marc-Antoine Vaugeois : Vigile Printemps 2
- Hervé Goubert : Le boucher
- Fouad Bentalha : L'apprenti-boucher
- Chantal Romy : Le médecin
- Cyril Colmant : Le pêcheur
- Pascal Banizet : Le maton
- Alison Ami : Une joueuse des Diéselles
- Allison Auzou : Une joueuse des Diéselles
- Hélène Blondel : Une joueuse des Diéselles
- Fatima Boulakhras : Une joueuse des Diéselles
- Mélissa Chary : Une joueuse des Diéselles
- Ingrid Colsy : Une joueuse des Diéselles
- Carolane Etu : Une joueuse des Diéselles
- Clémentine Léger : Une joueuse des Diéselles
- Elsa Lelièvre : Une joueuse des Diéselles
- Johanna Nodari : Une joueuse des Diéselles
- Gwladys Sita : Une joueuse des Diéselles
- Solange Vallas : Une joueuse des Diéselles
- Laurène Yon : Une joueuse des Diéselles

## Distinctions
- Le film a été présenté en ouverture de la Quinzaine des réalisateurs en 2011[1].

### Récompenses
- Grand prix de La Normandie et le Monde, festival international de cinéma de Vernon en 2011[réf. souhaitée].
- 2012 : Meilleur son au Magritte du cinéma
- 2012 : Meilleurs costumes au Magritte du cinéma

## Box-office
Le film réalise 30 940 entrées en une semaine d'exploitation dans les salles françaises.

## Accueil critique
À la suite de la projection de la Quinzaine des réalisateurs, les critiques des Inrockuptibles, de L'Humanité et du Monde sont plutôt positives. En revanche, les critiques de Libération et du Nouvel Observateur sont plus négatives. 
Bernard Achour du Nouvel Observateur dénonce l'absence de fil conducteur.
Thomas Sotinel dans Le Monde n'a pas apprécié le film : « Il est avéré que le procédé fait rire une bonne partie du public. Mais cette réaction n'est pas universelle, comme peut l'attester le signataire, resté de marbre, malgré toute la sympathie qu'inspire l'entreprise. »
Pour Heike Hurst dans Le Monde libertaire : « La grande tradition du burlesque (Keaton, Tati) est ici revisitée. Ce sont des athlètes du gag qui travaillent leurs numéros comme autant de performances, moteurs du récit : sans truquages, camoufler une femme enceinte sous un imperméable que porte l’homme qui l’enlève et s’enfuit avec elle sur un scooter ! »

## Autour du film

### Procédés cinématographiques
Dans plusieurs séquences, notamment la séquence de la chute de la falaise ou la séquence de la danse subaquatique, Abel, Gordon et Romy utilisent une méthode de rétroprojection consistant à projeter sur le décor un film.

### Lieux de tournage
- Le film a été tourné au Havre. Dominique Abel explique sa fascination pour cette ville : « Le Havre porte la trace d’un grand projet humain, esthétique et moderniste, un peu comme le communisme : on sent que quelqu’un a pensé à faire vivre les gens ensemble. »[10]

- Le décor de l'hôtel a été construit à l'angle de la rue Saint-Jacques et du passage Alphonse Saladin.
- Le bar "L'amour flou" est situé au 21,quai de la Saône au bar "Marie-Louise".
- La course-poursuite, après les vols de Fiona, se déroule dans la rue de Paris.
- Plage et digue de Saint-Adresse.
- La tour de l'hôtel de ville sert de décor pour représenter l'asile où Fiona séjourne.
- Plusieurs scènes sont tournées à proximité de la centrale thermique du Havre.
- A la poursuite du bébé: D32, vers la place Frédéric Sauvage à Saint-Adresse et à Saint-Jouin-Bruneval au port du Havre-antifer.
- Porte de l'ancienne maison d'arrêt du Havre, 25 rue Lesueur (abattue après le tournage du film).